# بالریا لا بوئنا
بالریا لا بوئنا (به اسپانیایی: Valoria la Buena) یک شهرستان در اسپانیا است که در استان وایادولید واقع شده‌است.